# Bùi Chukerk (Bắc Sơn)
De Bùi Chukerk is een katholieke kerk in de plaats Bùi Chu te Bắc Sơn, Vietnam.
De kerk is gelegen aan de Nationale weg 1A, de weg van Cà Mau naar Lạng Sơn. De kerktoren, waarin een viertal klokken hangen, staat los van het gebouw. Op de voorgevel van de kerk prijkt een beeld van Maria, de moeder van Jezus.